# دیلان تیلور (بازیگر)
دیلان تیلور (به انگلیسی: Dylan Taylor) (زاده ۹ ژوئیهٔ ۱۹۸۱) بازیگر کانادایی است.
از فیلم‌های معروف او می‌توان به بازی در فیلم شک منطقی اشاره کرد.